# Vernieuwingsgroep Beekdaelen
De Vernieuwingsgroep Beekdaelen is een lokale politieke partij uit de Nederlandse gemeente Beekdaelen.
De partij is in 1969 te Oirsbeek opgericht door Zef Thijssen en Sjaak de Koster onder de naam Vernieuwingsgroep 70. De eerste gemeenteraadsverkiezingen waaraan de partij meedeed, waren die van 1970 en leverden één zetel op. In 1982 ging Oirsbeek op in Schinnen. Thijssen bleef tot 2002 en De Koster tot 2006 lid van de gemeenteraad. In 2006 nam de partij voor het eerst deel aan het college van burgemeester en wethouders.
In 2019 kwam het tot een fusie van Schinnen, Onderbanken en Nuth tot de nieuwe gemeente Beekdaelen. In de verkiezingen van november 2018 voor de nieuwe gemeenteraad behaalde de Vernieuwingsgroep zes zetels. De partij nam hierna deel aan een coalitie met de CDA, PvdA en GroenLinks.
De Vernieuwingsgroep was bij de gemeenteraadsverkiezingen van 2022 de grootste politieke partij in de gemeente Beekdaelen.  Met Beekdaelen Lokaal en het CDA werd een nieuw college gevormd. De partij leverde twee wethouders, Levin de Koster en Jan Hermans. Omdat een deel van de fractie zich in 2023 afsplitste raakte de partij haar positie als grootste kwijt. Wethouder Hermans besloot om die reden ontslag te nemen.